# Максимилијан Еренрајх Остојић
Максимилијан Еренрајх (Карло Остојић) био je српски књижевник и новинар рођен у Травнику 15. марта 1921, а преминуо у Београду 22. децембра 2003. године, од оца Јозефа Еренрајха (из Беча) и мајке Љубице Остојић (из Мостара). Током ратних година радио је у пивари „Вајферт“, а потом у „Навипу“ и „Југометалу“. Завршио је правни факултет. Радио је као новинар у „Дуги“, а од 1955. године до пензионисања у НИН-у. Био је стални сарадник културног додатка „Политике“.
За роман "Карактеристика" добио је НИН-ову награду 1999. године.

## Одабрана дела
- Између ствари и ништавила
- Превазилажење апсурда код Ива Андрића
- У тражењу смисла
- Последњи шабат и
- Карактеристика